# Óscar Ladoire Montero
Óscar Ladoire Montero (Madrid, 1 d'abril de 1954) és un actor, director i guionista espanyol.

## Biografia
Nascut en Madrid, Ladoire va passar de ser peó de la construcció en Barcelona, a ser actor i director de cinema.
Va estudiar en la Facultat de Ciències de la Informació de Madrid, on va formar part del grup Escola de Yucatán, i al costat d'altres estudiants, com Fernando Trueba o Antonio Resines, creen la revista especialitzada en cinema Casablanca. En aquesta publicació Ladoire s'introdueix en el món del cinema, exercint de crític, compaginant aquesta labor amb la seva participació en curts.
Es va donar a conèixer quan va protagonitzar i va col·laborar en el guió del primer llargmetratge de Fernando Trueba com a director, Ópera prima (1980). Amb aquesta actuació va aconseguir el premi d'interpretació del 37a Mostra Internacional de Cinema de Venècia. Un any més tard, va combinar el camí de la interpretació amb el de l'adreça, i va estrenar el seu primer llargmetratge, A contratiempo, que va aconseguir el premi del Ministeri de Cultura.
En 1987 va dirigir la seva segona pel·lícula Esa cosa con plumas, i continuà actuant en pel·lícules com Las edades de Lulú (1990), Alegre ma non troppo (1994), Carreteras secundarias (1997), Manolito Gafotas ¡Mola ser jefe! (2001) o Pagafantas (2009).
En teatre destaca la seva interpretació a l'obra Mujer busca hombre que aún no existe (2008), una comèdia escrita i dirigida per Eloy Arenas.
Va fer la seva primera incursió en la televisió com a presentador del programa A media voz i més tard, al novembre de 1995, va començar a rodar la sèrie Carmen y familia, el seu primer treball com a director en televisió. En 2001 se li va veure interpretant a l'Alquimista en el concurs de Telecinco Fort Boyard. També va col·laborar com a concursant en la segona edició del programa ¡Mira quién baila!.
Entre 2010 i 2012 treballà en la serie d'Antena 3 Los protegidos, interpretant a Antonio Ruano.
En 2015 s'incorpora a la sèrie d'Antena 3 Amar es para siempre, interpretant al comissari Germán Arratia.

## Filmografia parcial
- Dos años y un día (sèrie) (Javier Aguirre, 2022)
- Los protegidos: El regreso (sèrie) (Antonio Ruano, 2021)
- Veneno (sèrie) (Don José, 2020)
- Tenemos que hablar (David Serrano, 2016)
- Buscando el norte (serie) (Ramón Ruiz, 2016)
- Amar es para siempre (serie) (Germán Arratia, 2015)
- Los protegidos (serie) (Antonio Ruano, 2010-2012)
- Pagafantas (Borja Cobeaga, 2009)
- El furgón (Benito Rabal, 2003)
- El lado oscuro (Luciano Berriatúa, 2002)
- Esta noche, no (Álvaro Sáenz de Heredia, 2002)
- Alla rivoluzione sulla due cavalli (Maurizio Sciarra, 2001)
- Manolito Gafotas en ¡Mola ser jefe! (Joan Potau, 2001)
- No respires: El amor está en el aire (Joan Potau, 1999)
- Sueños en la mitad del mundo (Carlos Naranjo Estrella, 1998)
- En la puta calle (Enrique Gabriel, 1997)
- Carreteras secundarias (Emilio Martínez Lázaro, 1997)
- Morirás en Chafarinas (Pedro Olea, 1995)
- Alegre ma non troppo (Fernando Colomo, 1994)
- Pelotazo nacional (Mariano Ozores, 1993)
- Cartas desde Huesca (Antonio Artero, 1993)
- Krapatchouk (Enrique Gabriel, 1992)
- Las edades de Lulú (Bigas Luna, 1990)
- Disparate nacional (Mariano Ozores, 1990)
- Biba la banda (Ricardo Palacios, 1987)
- El viaje a ninguna parte (Fernando Fernán Gómez, 1986)
- Marbella, un golpe de cinco estrellas (Miguel Hermoso, 1985)
- Bajo en nicotina (Raúl Artigot, 1984)
- La noche más hermosa (Manuel Gutiérrez Aragón, 1984)
- Sal gorda (Fernando Trueba, 1984)
- A contratiempo (Óscar Ladoire, 1982)
- Patrimonio nacional (Luis García Berlanga, 1981)
- Ópera prima (Fernando Trueba, 1980)

## Premis i candidatures
Premis Goya
| Any  | Categoria                                     | Pel·lícula           | Resultat | Ref.  |
| ---- | --------------------------------------------- | -------------------- | -------- | ----- |
| 1994 | Millor interpretació masculina de repartiment | Alegre ma non troppo | Candidat | [ 3 ] |

Fotogramas de Plata
| Any  | Categoria                           | Pel·lícula  | Resultat  | Ref.  |
| ---- | ----------------------------------- | ----------- | --------- | ----- |
| 1980 | Millor intèrpret de cinema espanyol | Ópera prima | Guanyador | [ 3 ] |

Premis Sant Jordi
| Any  | Categoria             | Pel·lícula | Resultat  | Ref.  |
| ---- | --------------------- | ---------- | --------- | ----- |
| 2009 | Millor actor espanyol | Pagafantas | Guanyador | [ 4 ] |

Festival Internacional de Cinema de Venècia
| Año  | Categoría    | Película    | Resultado | Ref.        |
| ---- | ------------ | ----------- | --------- | ----------- |
| 1980 | Millor actor | Ópera prima | Guanyador | [ 3 ] [ 2 ] |